# Riviera Maya Jazz Festival
El Riviera Maya Jazz Festival (abreviado como RMJF) es un importante evento que se realiza año con año a finales de noviembre y principios de diciembre en Playa del Carmen, estado de Quintana Roo en México. Es considerado como uno de los diez mejores festivales de jazz del mundo y el único a nivel mundial en ofrecer entrada gratuita a todos sus conciertos.Ha estado vigente por 20 ediciones, del 2003 hasta el 2023.

## Descripción
Inició el 2003, por lo que este festival ha recibido a grandes artistas de talla internacional, que llegan a este paraíso del Caribe Mexicano a contagiar de alegría y deleitar con los ritmos más vibrantes a los asistentes. Entre las celebridades que han pisado nuestro escenario se encuentran: Earth, Wind and Fire, Kool & the Gang, George Duke, Chick Corea, Bobby McFerrin, Norah Jones, UB-40, Celso Piña, George Benson, Marcus Miller y Armando Manzanero, sólo por mencionar algunos.
El Riviera Maya Jazz Festival surge por la necesidad de darle a “Playa” su propia identidad cultural, haciendo un evento con repercusión nacional e internacional.
Es por eso que en otoño del 2003, Fernando Toussaint (Baterista y productor, fundador de la agrupación Aguamala), Jean Agarraista (Presidente de la Asociación de Hoteles de Riviera Maya 2004-2018) y Martin Ruiz, quien era en ese momento Director del Fideicomiso de Promoción Turística de la Riviera Maya, tienen la brillante idea de llevar a cabo el primer festival bajo el nombre de Latin Jazz Festival que luego fue cambiado por el nombre que lleva hasta la actualidad —Riviera Maya Jazz Festival— para reflejar su carácter internacional e inclusivo.
El club de playa Mamita´s Beach Club ha sido durante todo este tiempo el venue perfecto para recibir a los más de 60,000 fans que se reúnen durante 3 días para celebrar y disfrutar lo mejor de la música, bajo un cielo estrellado, escuchando de fondo el suave vaivén de las olas.
En 2021 se celebraron 19 ediciones ininterrumpidas, superando todo tipo de retos y eventualidades que se habían presentado a lo largo de los años.

## Participaciones
2025
- Arturo Sandoval [3]
- Pedrito Martínez [3]
- Iraida Noriega [3]
- Chris Botti
- Snarky Puppy
- Antonio Sánchez
- Aguamala

2024
Suspendido
2023
- Aguamala[5]
- Arturo Sandoval[6]
- Spanish Harlem Orchestra
- Pedrito Martinez Group[7]
- Iraida Noriega
- Chris Botti
- Snarky Puppy[8]
- Antonio Sánchez & Bad hombre[9]

2021
- Dannah Garay
- Kurt Elling
- Bria Skonberg[10]

2014
- Jorge Vercillo
- Colin Hunter
- Pato Machete
- Hiram Gómez
- Pat Metheny Unity Group
- Chick Corea & The Vigil
- Kenny Garrett

Virgil Donati2013
- Aguamala
- Frank Gambale
- Brent Fischer
- Scott Henderson
- Jeff Berlin
- Dennis Chambers
- Jim Beard
- Ed Motta
- Celso Piña
- Matthew Garrison
- Earth, Wind & Fire

2012
- Big Band Joe D´Etienne
- Pete Escovedo
- Victor Wooten
- Nortec
- Poncho Sánchez
- Level 42
- Aguamala
- Wayne Shorter
- John Scofield

2011
- Natalia Lafourcade
- Jeff Lorber
- Randy Brecker
- Hermanos Toussaint & Enrique Pat
- Jon Anderson
- Stanley Clarke
- Alex Otaola
- Richard Bona
- Yellowjackets

2010
- Aguamala
- Al di Meola
- Hiram Gómez
- Incognito
- Araya-Orta Latin Jazz Quartet
- India
- Armando Manzanero
- Ivan Linz
- Brian McKnight
- John McLaughlin
- Caro Montes
- Mike Stern
- Dave Weckl
- Eddle Palmieri
- Phil Perry
- Eldar Djangirov
- The Manhattan Transfer
- Eugenia León
- Troker
- George Duke
- Yekina Pavón

2009
- Gino Vannelli
- The Royal Band
- Colin Hunter
- Aguamala
- Sacbé
- Na´rimbo
- Juan Alzate
- Mark Aanderud
- Enrique Nery
- Jim Beard
- Spyro Gyra
- Sérgio Mendes
- Pat Martino
- Al Jarreau
- Herbie Hancock

2008
- Pepe Morán
- Beujean Project
- Aguamala
- Héctor Infanzón
- Iraida Noriega
- Earl Klugh
- David Sanborn
- Luca Littera
- Sacbé
- Billy Cobham
- Fourplay

2007
- Aguamala
- Marcus Miller
- Los Dorados
- Tower of Power
- Sacbé y Luis Conte
- George Benson

2006
- Benny Ibarra

2005
- Alejandro Jiménez
- Elizabeth Meza
- Iraida Noriega
- Magos Herrera
- Cecilia Toussaint